# Anisobas bicolor
Anisobas bicolor là một loài tò vò trong họ Ichneumonidae.